# Benetton B188
Chronologie des modèles (1988 - 1989)
Benetton B187 Benetton B189
La Benetton B188 est la monoplace de Formule 1 engagée dans le cadre du championnat du monde de Formule 1 1988 et pendant la première moitié du championnat du monde de Formule 1 1989 par l'écurie Benetton Formula. Conçue par Rory Byrne, la B188 est pilotée par Alessandro Nannini et Thierry Boutsen, qui est remplacé par Johnny Herbert, lui-même remplacé par Emanuele Pirro en 1989.

## Historique
En 1988, la B188 connaît des performances honorables, Benetton terminant régulièrement à la troisième place. À la fin de la saison, Boutsen termine quatrième avec 27 points et Nannini dixième avec 12 points. Benetton Formula est troisième du championnat des constructeurs.
En 1989, Boutsen est remplacé par Johnny Herbert. Le pilote anglais, handicapé par de graves blessures aux jambes lors d'un carambolage en Formule 3000 en 1988 et insuffisamment remis (il doit être porté par ses mécaniciens pour entrer dans sa voiture), est remplacé par Emanuele Pirro à partir du Grand Prix de France, où Alessandro Nannini pilote pour la première fois la Benetton B189.

## Résultats en championnat du monde de Formule 1

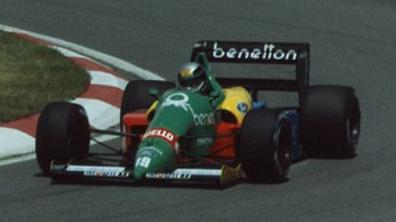
Alessandro Nannini lors du Grand Prix automobile du Canada 1989, il sera disqualifié.

| Saison | Écurie               | Moteur               | Pneus    | Pilotes            | Courses | Courses | Courses | Courses | Courses | Courses | Courses | Courses | Courses | Courses | Courses | Courses | Courses | Courses | Courses | Courses | Points inscrits | Classement |
| Saison | Écurie               | Moteur               | Pneus    | Pilotes            | 1       | 2       | 3       | 4       | 5       | 6       | 7       | 8       | 9       | 10      | 11      | 12      | 13      | 14      | 15      | 16      | Points inscrits | Classement |
| ------ | -------------------- | -------------------- | -------- | ------------------ | ------- | ------- | ------- | ------- | ------- | ------- | ------- | ------- | ------- | ------- | ------- | ------- | ------- | ------- | ------- | ------- | --------------- | ---------- |
| 1988   | Benetton Formula Ltd | Ford-Cosworth V8 DFZ | Goodyear |                    | BRA     | SMR     | MON     | MEX     | CAN     | DET     | FRA     | GBR     | GER     | HUN     | BEL     | ITA     | POR     | ESP     | JPN     | AUS     | 39              | 3e         |
| 1988   | Benetton Formula Ltd | Ford-Cosworth V8 DFZ | Goodyear | Alessandro Nannini | Abd     | 6e      | Abd     | 7e      | Abd     | Abd     | 6e      | 3e      | 18e     | Abd     | Dsq     | 9e      | Abd     | 3e      | 5e      | Abd     | 39              | 3e         |
| 1988   | Benetton Formula Ltd | Ford-Cosworth V8 DFZ | Goodyear | Thierry Boutsen    | 7e      | 4e      | 8e      | 8e      | 3e      | 3e      | Abd     | Abd     | 6e      | 3e      | Dsq     | 6e      | 3e      | 9e      | 3e      | 5e      | 39              | 3e         |
| 1989   | Benetton Formula Ltd | Ford-Cosworth V8 DFZ | Goodyear |                    | BRA     | SMR     | MON     | MEX     | CAN     | DET     | FRA     | GBR     | GER     | HUN     | BEL     | ITA     | POR     | ESP     | JPN     | AUS     | 39*             | 4e         |
| 1989   | Benetton Formula Ltd | Ford-Cosworth V8 DFZ | Goodyear | Alessandro Nannini | 6e      | 3e      | 8e      | 4e      | Abd     | Dsq     |         |         |         |         |         |         |         |         |         |         | 39*             | 4e         |
| 1989   | Benetton Formula Ltd | Ford-Cosworth V8 DFZ | Goodyear | Johnny Herbert     | 4e      | 11e     | 14e     | 15e     | 5e      | Nq      |         |         |         |         |         |         |         |         |         |         | 39*             | 4e         |
| 1989   | Benetton Formula Ltd | Ford-Cosworth V8 DFZ | Goodyear | Emanuele Pirro     |         |         |         |         |         |         | 9e      | 11e     |         |         |         |         |         |         |         |         | 39*             | 4e         |

Légende : ici 
- * 26 points marqués avec la Benetton B189.